# 1928 Summa
Summa (asteroide 1928) é um asteroide da cintura principal, a 1,9765423 UA. Possui uma excentricidade de 0,2019159 e um período orbital de 1 423,58 dias (3,9 anos).
Summa tem uma velocidade orbital média de 18,92622586 km/s e uma inclinação de 4,56873º.
Esse asteroide foi descoberto em 21 de Setembro de 1938 por Yrjö Väisälä.